# Gottlieb Scholtze
Gottlieb Scholtze (* 1713; † 6. April 1783) war ein deutscher Orgelbauer. Seine Werkstatt hatte er seit 1740 in Ruppin. Er war ein Schüler von Joachim Wagner. Neben Ernst Julius Marx und Johann Wilhelm Grüneberg gilt er als bedeutendster märkischer Orgelbauer in der zweiten Hälfte des 18. Jahrhunderts. Insgesamt 32 Neubauten sind von ihm erfasst, darunter auch die Orgel der Pfarrkirche in Küstrin.

## Orgelbauten (Auswahl)
| Jahr | Ort                | Gebäude                            | Bild | Manuale | Register | Bemerkungen |
| ---- | ------------------ | ---------------------------------- | ---- | ------- | -------- | --- |
| 1749 | Groß Schönebeck    | Immanuelkirche                     |      | I/P     | 16       | 2009 von Alexander Schuke Potsdam Orgelbau restauriert |
| 1754 | Havelberg          | Stadtkirche St. Laurentius         |      | II/P    | 32       | 2019–2021 restauriert durch Orgelwerkstatt Wegscheider |
| 1756 | Vehlefanz          | Dorfkirche Vehlefanz               |      | I/P     | 11       | → Orgel |
| 1759 | Lenzen (Elbe)      | St. Katharinen, Wiederaufbau       |      | II/P    | 27       | 2007 von Reinhard Hüfken restauriert und auf den Originalzustand zurückgeführt. Enthält Pfeifenmaterial aus den Vorgängerorgeln von Hans Scherer dem Jüngeren (1627/1628) und von Arp Schnitger (1707/1708) |
| 1760 | Plessow            | Dorfkirche Plessow                 |      | I       | 9        | 2000 renoviert |
| 1761 | Klein-Mutz         | Dorfkirche Klein-Mutz              |      |         |          | |
| 1764 | Schmetzdorf        | Dorfkirche Schmetzdorf             |      |         |          | |
| 1764 | Zollchow bei Milow | Dorfkirche Zollchow (Milower Land) |      | I/P     | 9        | Orgelneubau um 1860 von Lütkemüller, Gehäuse und vier Register von Scholtze erhalten |
| 1765 | Kotzen (Havelland) | Dorfkirche Kotzen                  |      |         |          | |
| 1767 | Rheinsberg         | St. Laurentius                     |      | I/P     | 13       | mehrfach umgebaut, Gehäuse und einige Register erhalten → Orgel |
| 1769 | Templin            | Sankt-Maria-Magdalena-Kirche       |      | II/P    | 27       | Prospekt erhalten |
| 1770 | Schönhausen (Elbe) | St. Marien und Willebrord          |      | I/P     | 14       | 2010 Restaurierung und Rekonstruktion des ursprünglichen Zustandes durch Orgelbau Reinhard Hüfken |
| 1772 | Fürstenwalde/Spree | Dom St. Marien Fürstenwalde        |      |         |          | im April 1945 vernichtet |
| 1772 | Müllrose           | Kirche Müllrose                    |      |         |          | gestiftet; Gehäuse erhalten. |
| 1775 | Seedorf (Lenzen)   | Dorfkirche                         |      | I/p     | 8        | erhalten |
| 1777 | Havelberg          | Dom                                |      | II/P    | 34       | →Orgel |